# ドワイト・マリングス
ドワイト・マリングス（Dwight Mullings、1986年12月10日 ‐ ）は、ジャマイカの陸上競技選手。専門は短距離走。400mで44秒98の自己ベストを持つ。兄は2009年ベルリン世界選手権男子4×100mリレー金メダリストのスティーブ・マリングス。

## 経歴

### 2007年
3月にNJCAA（全米短期大学体育協会）室内選手権男子400mを47秒33で制すると、5月にはNJCAA選手権男子400mを46秒62で制し、室内と屋外の両方でNJCAA選手権チャンピオンに輝いた。7月にはリオデジャネイロで開催されたパンアメリカン競技大会においてシニア代表デビューを果たすと、男子4×400mリレーでジャマイカチームの2走を務め、3分04秒15をマークしての5位に貢献した。

### 2009年
5月にSEC（サウスイースタン・カンファレンス）選手権男子400mで44秒98をマークし、45秒の壁を突破。6月のジャマイカ選手権（ベルリン世界選手権選考大会）には今季ジャマイカ最高記録保持者として臨む予定だったが、パスポートの有効期間が切れていたトラブルによりジャマイカ選手権を欠場することになってしまった。

### 2010年
6月にNCAA（全米大学体育協会）選手権男子4×400mリレーでミシシッピ州立大学の2走を務めると、3分01秒66をマークしての2位に貢献した。

### 2011年
7月にマヤグエスで開催された中央アメリカ・カリブ選手権 (en) に出場すると、男子200mは予選で21秒05（+0.9）の組3着に終わり、決勝には進めなかった。しかし、男子4×400mリレーでは1走を務め、3分02秒00をマークしての銅メダル獲得に貢献した。

## 自己ベスト
記録欄の（　）内の数字は風速（m/s）で、+は追い風、-は向かい風を意味する。
| 種目 | 記録          | 年月日        | 場所             | 備考 |
| 屋外 | 屋外          | 屋外          | 屋外             | 屋外 |
| ---- | ------------- | ------------- | ---------------- | ---- |
| 200m | 20秒63 (-0.8) | 2010年4月10日 | オックスフォード |      |
| 400m | 44秒98        | 2009年5月17日 | ゲインズビル     |      |
| 室内 |               |               |                  |      |
| 200m | 21秒32        | 2010年2月13日 | フェイエットビル |      |

## 主要大会成績
| 年   | 大会                              | 場所             | 種目    | 結果 | 記録            | 備考 |
| ---- | --------------------------------- | ---------------- | ------- | ---- | --------------- | ---- |
| 2005 | カリフタゲームズ (U20) (en)       | バコレット       | 200m    | 5位  | 21秒67 (-0.9)   |      |
| 2005 | パンアメリカンジュニア選手権 (en) | ウィンザー       | 200m    | 予選 | 21秒42 (+2.3)   |      |
| 2005 | パンアメリカンジュニア選手権 (en) | ウィンザー       | 4x100mR | 3位  | 40秒27 (2走)    |      |
| 2007 | パンアメリカン競技大会 (en)       | リオデジャネイロ | 4x400mR | 5位  | 3分04秒15 (2走) |      |
| 2011 | 中央アメリカ・カリブ選手権\| (en) | マヤグエス       | 200m    | 予選 | 21秒05 (+0.9)   |      |
| 2011 | 中央アメリカ・カリブ選手権\| (en) | マヤグエス       | 4x400mR | 3位  | 3分02秒00 (1走) |      |